# Xe ba gác

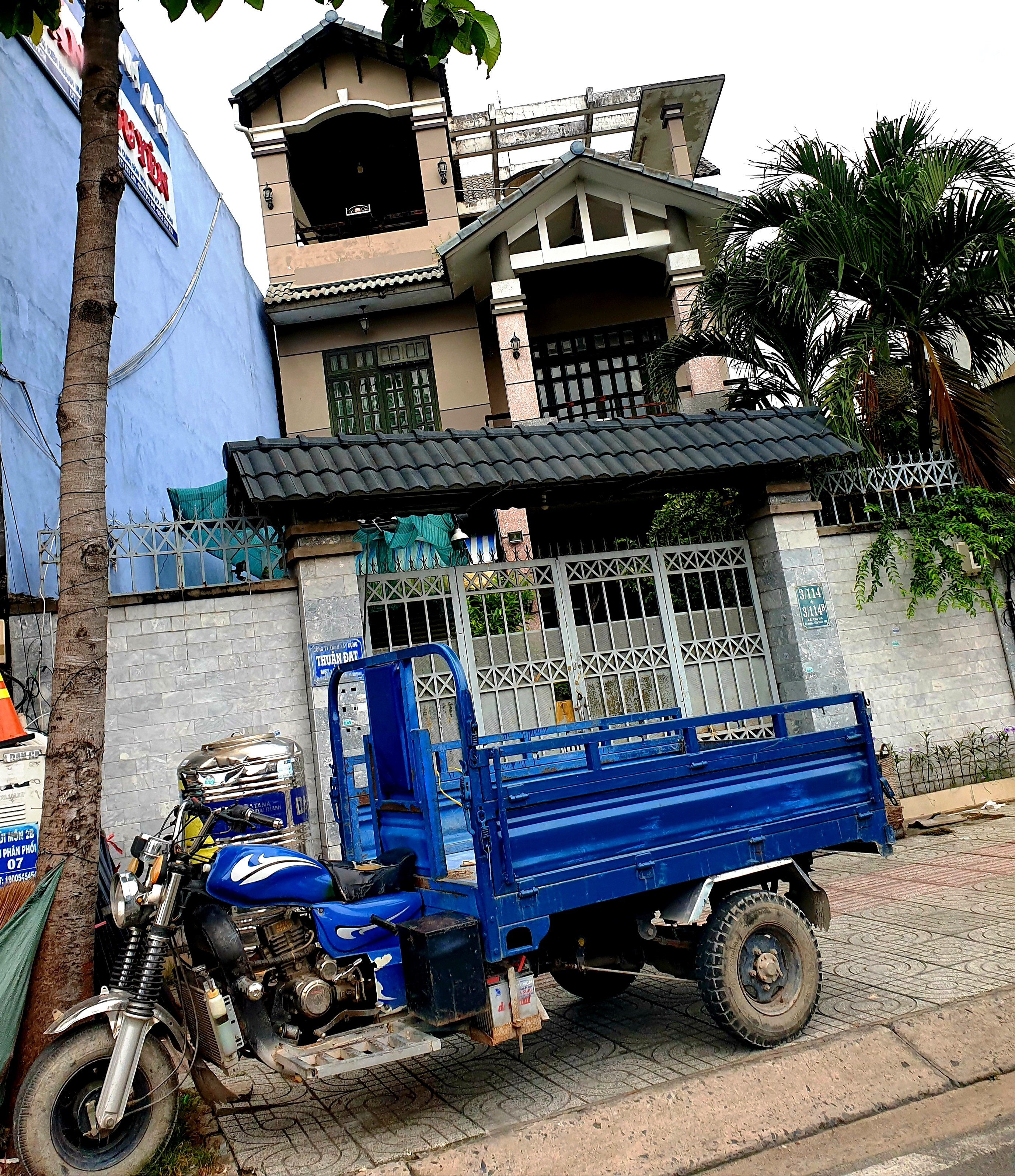
Một chiếc xe ba gác

Xe ba gác (hay còn gọi là xe ba bánh chở hàng) là một loại xe ba bánh dùng để vận chuyển hàng hóa tại Việt Nam. Loại xe này có thể dùng sức người để di chuyển như xe đạp hoặc chạy máy như xe máy (gọi là xe ba gác). Xe ba gác có khung chứa hàng ở phía trước hoặc sau. Hiện nay chủ yếu là khung vận chuyển ở phía sau do tiện lợi và an toàn. Đây là phương tiện vận chuyển hàng hóa phổ biến tại miền nam Việt Nam.
Xe ba gác ở Miền Bắc chỉ có 2 bánh, 1 trục nâng đỡ 1 thùng chứa hàng hóa; có 2 càng phía trước dùng để kéo lái (hoặc đẩy từ phía sau)